# Live... and Kickin'
 (janvier 2020).
Live... and Kickin' est une compilation Live à travers le monde entier de George Clinton avec son groupe P-Funk All-Stars.
Sorti d'abord chez Intersound Records en 1997, chez Prestige Elite Records en 2003, cet album-live funk sort ensuite chez Fruit Tree en 2004 dans une édition de luxe, sous le seul nom de George Clinton et titré 500,000 Kilowatts of P-Funk Power : tous les crédits sont les mêmes que les précédents sauf que cette compilation est cartonnée sous une autre forme de maquette, avec des remerciements aux deux premiers labels. Les CD sont rangés chacun dans une pochette en papier incluse dans cette pochette cartonnée. Les titres des chansons sont les mêmes, les ordres sont juste différents.
Le titre anglo-saxon Live... and Kickin' est un jeu de mots sur le rapprochement de Live (en concert) et de l'expression Alive and Kickin (signifiant à peu près : en pleine forme).

## Liste des titres
Disque 1
1. Cosmic Slop
2. Bop Gun
3. Standing on the Verge
4. Funk Gettin' Ready to Roll
5. Funkentelechy (Where'd You Get That Funk From)
6. Give Up the Funk (Tear the Roof Off)
7. Let's Take It to the Stage
8. Good Love [Instrumental]

Disque 2
1. Maggot Brain
2. Make My Funk the P-Funk
3. Flash Light
4. Aqua Boogie
5. Atomic Dog
6. The Mothership Connection (Star Child)
7. Pepe (The Pill Popper)
8. Let's Get Satisfied/Dope Dog
9. Ain't Nuthin' But a Jam Y'all
10. State of the Nation

### George Clinton -500,000 Kilowatts of P-Funk Power
Disque 1
1. Bop Gun
2. Standing on the Verge
3. Good Love [Instrumental]
4. Funkentelechy
5. Funk Getting Ready to Roll
6. Let's Take It to the Stage
7. Cosmic Slop
8. Maggot Brain

Disque 2
1. Make My Funk the P-Funk
2. Flashlight
3. Aquaboogie
4. Give Up the Funk
5. Mothership Connection
6. Atomic Dog
7. Pepe The Pill Popper
8. Let's Get Satisfied/Dope Dog
9. Ain't Nothin' But a Jam Y'all
10. State of the Nation